# Dan Levinson

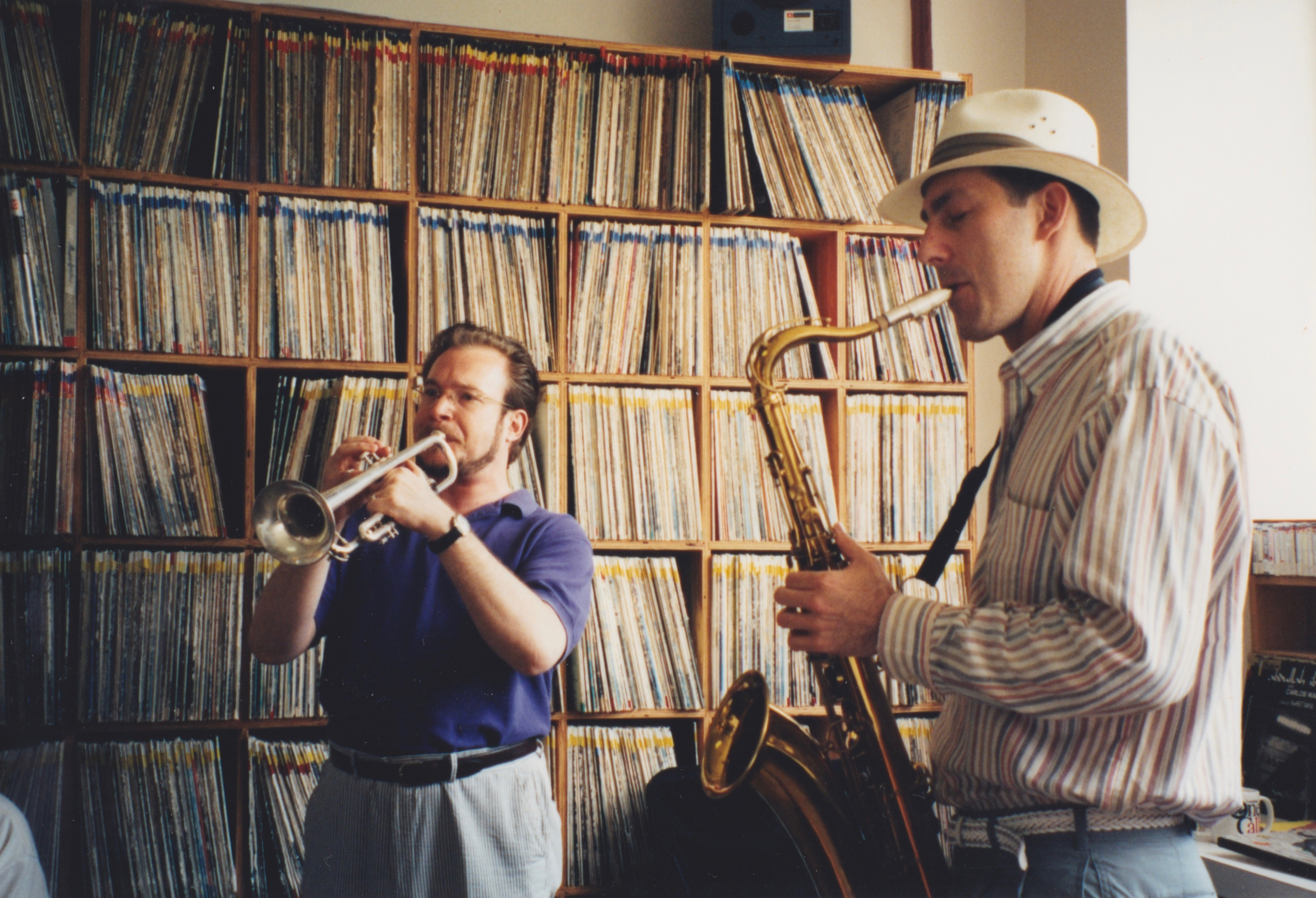
Dan Levinson am Saxophon zusammen mit Jon-Eric Kellso

Daniel A. Levinson (* 8. Juli 1965 in Los Angeles, Kalifornien) ist ein Jazz-Musiker aus New York.
Levinson stammt aus der Gegend von Los Angeles, 1983 zog er nach New York. Er spielt Klarinette im Swing Dance Orchestra von Andrej Hermlin, das u. a. Konzert von Benny Goodman von 1938 in der Carnegie Hall authentisch nachspielt. Im Laufe seiner Karriere spielte Levinson unter anderem mit Dick Hyman, Mel Tormé, Olivier Lancelot und Wynton Marsalis. Er spielte Konzerte auf vier Kontinenten. 2023 legte er mit The Palomar Trio (mit dem Schlagzeuger Kevin Dorn und dem Pianisten Mark Shane) das Album The Song in Our Soul vor.